# Кот (фильм, 2016)
Кот (нем. Kater) — австрийский фильм-драма 2016 года, поставленный режиссером Клаусом Гендлем. Премьера ленты состоялась 13 февраля 2016 года в рамках 66-го Берлинского международного кинофестиваля в секции Специальная Панорама.

## Сюжет
Андреас и Стефан вместе со своим любимым котом Моисеем живут в красивом старом доме в виноградниках вокруг Вены. Оба работают в Симфоническом оркестре венского радио. Мужчины разделяют страсть к музыке и ведут счастливую и страстную жизнь с большим кругом друзей и знакомых. Но однажды утром Стефан убивает во внезапном порыве гнева Моисея. С этого момента, скепсис и отчуждения определяют их совместное проживание и становятся почти непреодолимым препятствием. В то время как Стефан теряет почву под ногами, Андреас, травмированный смертью своей любимой кошки, и осознанием того, что его любовник был убийцей, борется со своей мнительностью и любовью к Стефану.